# Набелкова, Мира
Мира Набелкова (словац. Mira Nábělková, род. 30 марта 1956, Мартин, Словакия) — словацкий лингвист.
В 1975—1980 годах училась по специальности «словакистика и русистика» на философском факультете Университета Коменского в Братиславе, с 1980 года работала в Институте языковедения имени Людовита Штура Словацкой Академии наук в Братиславе. В 1989 году защитила диссертацию на тему «Относительные прилагательные в словацком языке: Функционально-семантический анализ десубстантивных дериватов» (издано: Братислава, Veda 1993). В 1989—1996 годах была членом комитета и научным секретарем Словацкого лингвистического общества при АН.
В 1991—2000 организовала ежегодный международный Коллоквиум молодых лингвистов при поддержке Словацкого лингвистического общества и Института языкознания и была редактором серии VARIA — ежегодных сборников докладов коллоквиума. В 1991—1999 годах — член научного совета Института языкознания АН.
С 1999 года — преподаватель Кабинета словакистики Кафедры славистики и восточноевропеистики философского факультета Карлова университета в Праге. В 1999—2004 годах преподавала на кафедре славистики философского факультета Университета Т. Г. Масарика в Брно. В последний год преподавания в этом университете получила Серебряную медаль Университета Т. Г. Масарика за вклад в развитие чешской словакистики.
Научные интересы: лексическая семантика, словообразование, лексикография, синтаксис, социолингвистика (проблематика языковых контактов чешского и словацкого языков).

## Публикации (избранные)
- Slovenčina a čeština v kontakte: Pokračovanie príbehu. Bratislava, Praha: Veda, Filozofická fakulta Univerzity Karlovy v Praze, 2008. 364 c.
- Rusizmy v slovenčine: text a slovník // Považaj, M. (ed.) Lexicographica '99. Bratislava, Veda 2001, c. 203—217.
- Vzťahové adjektíva v slovenčine: Funkčno-sémantická analýza desubstantívnych derivátov. Bratislava, Veda 1993. 204 с.
- Horecký, J. — Buzássyová, K. — Bosák, J. и др.: Dynamika slovnej zásoby súčasnej slovenčiny. Bratislava, Veda 1989, 429 c. Автор глав:
  - Potencie a smery pohybov v adjektívnej lexike (с. 169—179),
  - Konkurencia adjektíva a pádu substantíva v prívlastkovej pozícii (с. 179—187),
  - Možnosti a spôsoby prekonávania obmedzení adjektívnej derivácie (с. 187—195),
  - Konkurencia adjektív s domácimi a internacionálnymi formantmi (с. 287—293).